# 합천 옥계서원
합천 옥계서원(陜川 玉溪書院)은 대한민국 경상남도 합천군 봉산면 술곡리에 있는, 율곡 이이의 유물인 『격몽요결 』과 『해동연원록 』등을 소장하기 위해 세운 서원이다.
1983년 7월 20일 경상남도의 문화재자료 제60호 옥계서원으로 지정되었다가, 2018년 12월 20일 현재의 명칭으로 변경되었다.

## 개요
율곡 이이의 유물인 『격몽요결 』과 『해동연원록 』등을 소장하기 위해 세운 서원이다.
이이(1536∼1584)는 조선 중기 학자이며 정치가로 퇴계 이황과 쌍벽을 이루는 대학자이다.
옥계서원은 영조 3년(1725)에 지금 있는 자리에서 4km 정도 떨어진 향옥동에 세웠으나, 흥선대원군의 서원철폐령으로 폐쇄되었던 것을 고종 6년(1867)에 마을 동쪽 200m 지점에 다시 세웠다.
서원의 건물로는 강당, 소원사, 내삼문, 외삼문, 관리사 등이 있다.
강당은 앞면 4칸·옆면 2칸 규모로, 지붕은 옆면에서 볼 때 여덟 팔(八)자 모양인 팔작지붕이다. 소원사는 앞면 3칸·옆면 2칸 규모이며, 지붕은 옆면에서 볼 때 사람 인(人)자 모양인 맞배지붕으로 꾸몄다.

## 참고 문헌
- 합천 옥계서원 - 국가유산청 국가유산포털